# 乙镓烷
乙镓烷 (系统名digallane(6)或di-μ-hydrido-bis(dihydridogallium)) 是一种无机化合物，化学式GaH
2(H)
2GaH
2 (也可以写成[{GaH
2(μ-H)}
2]或[Ga
2H
6])。它是氢化镓的二聚体。这种化合物在1989年被报道。虽然在1941年就有人报告合成了乙镓烷，但之后未能重现这一结果。
乙镓烷不稳定，在室温分解为镓和氢气。
Ga2H6 → 2 Ga+3 H2